# When You Get a Little Lonely
When You Get a Little Lonely es el álbum debut de la cantante de country Maureen McCormick. Su lanzamiento fue el 4 de abril de 1995.

## Listado de canciones
| N.º | Título                                                   | Duración |  |
| 1.  | «When You Get a Little Lonely»                           | 4:03     |  |
| 2.  | «I'd Have to Call It Love»                               | 3:17     |  |
| 3.  | «Tell Mama»                                              | 3:03     |  |
| 4.  | «Some Somebody»                                          | 3:28     |  |
| 5.  | «We Must Have Done Something Right» (con Wayland Patton) | 3:29     |  |
| 6.  | «Cloud of Dust»                                          | 3:15     |  |
| 7.  | «Go West»                                                | 2:53     |  |
| 8.  | «Oh, Boy!»                                               | 3:03     |  |
| 9.  | «Might as Well Be Me»                                    | 2:52     |  |
| 10. | «I Do But I Don't»                                       | 2:37     |  |
| 11. | «I Can't Say»                                            | 2:41     |  |